# 氟硼酸锌
氟硼酸锌是一种无机化合物，化学式为Zn(BF4)2，其市售品常见于水合物或40%水溶液。

## 用途
氟硼酸锌的水溶液可以用于帕尔－克诺尔反应的催化剂。